# Anapistula orbisterna
Espèce
Anapistula orbisterna est une espèce d'araignées aranéomorphes de la famille des Symphytognathidae.

## Distribution
Cette espèce est endémique de la province de Ninh Bình au Viêt Nam,. Elle se rencontre dans la grotte Mat dans le parc national de Cuc Phuong.

## Description
La femelle holotype mesure 0,66 mm.

## Publication originale
- Lin, Pham & Li, 2009 : Six new spiders from caves of northern Vietnam (Araneae: Tetrablemmidae: Ochyroceratidae: Telemidae: Symphytognathidae). Raffles Bulletin of Zoology, vol. 57, no 2, p. 323-342 (texte intégral).